# Pro Wrestling Guerrilla
La Pro Wrestling Guerrilla è una federazione statunitense di wrestling con sede a Los Angeles. È stata creata da un gruppo di lottatori provenienti dalla zona meridionale della California: Disco Machine, Joey Ryan, Scott Lost, "Top Gun" Talwar, Super Dragon e Excalibur, e al giorno d'oggi condotta dagli ultimi due.

## Storia
La PWG ha fatto il suo debutto il 26 luglio 2003 ed è conosciuta per il suo unico mix di humour e pro wrestling, a cui contribuisce attivamente il duo di commentatori costituito da Excalibur e Disco Machine (in tempi più recenti al posto di Disco Machine si sono alternati vari talenti non impegnati sul ring, fra cui Kevin Steen, Chuck Taylor e Chris Hero). 
Dal 2005 si tiene un torneo annuale ad eliminazione diretta con formula simile al Ted Petty Invitational Tournament tenuto dalla IWA-MS, dal nome Battle of Los Angeles, che attira i più importanti lottatori del panorama indipendente (soprattutto americano ma anche europeo, messicano e giapponese), vinto da talenti quali il wrestler californiano Chris Bosh, AJ Styles, Kenny Omega, El Generico, Adam Cole, Ricochet, Zack Sabre Jr. e Marty Scurll. La PWG è diventata una sorta di fenomeno di culto nel mondo del wrestling tanto da attirare anche celebrità della vicina Hollywood: gli attori Clark Duke, Jon Cryer, James Franco, Joe Manganiello e lo sceneggiatore e scrittore Max Landis sono infatti spesso presenti a bordo ring.
Nel 2018 la PWG per la prima volta non si esibisce nella storica sede di Reseda in occasione dello show Time is a flat circle costringendo la compagnia a fare lo spettacolo a Broadway. Il mese seguente la sede di Reseda, pronta a essere abbattuta, viene definitivamente abbandonata. La nuova sede è il Globe Theatre di Los Angeles.

## Titoli
| Titolo                          | Campione                   | Data              | Luogo       | Evento               |
| ------------------------------- | -------------------------- | ----------------- | ----------- | -------------------- |
| PWG World Championship          | Daniel Garcia              | 1 maggio 2022     | Los Angeles | Delivering The Goods |
| PWG World Tag Team Championship | Malakai Black e Brody King | 26 settembre 2021 | Los Angeles | Threemendous VI      |

## Atleti
I seguenti atleti hanno partecipato all'evento PWG TWENTY: Mystery Vortex.
| Nome               | Nome reale                | Note               |
| ------------------ | ------------------------- | ------------------ |
| Aramis             |                           |                    |
| Black Taurus       |                           |                    |
| Daniel Garcia      | Daniel Garcia             | PWG World Champion |
| Evil Uno           | Nicolas Dansereau         |                    |
| Jon Moxley         | Jon Good                  |                    |
| Konosuke Takeshita | Konosuke Takeshita        |                    |
| Latigo             |                           |                    |
| Masha Slamovich    | Ann Khozine               |                    |
| Maki Itoh          | Maki Itoh                 |                    |
| Michael Oku        | Michael Oku               |                    |
| Mike Bailey        | Emile Baillargeon-Laberge |                    |
| Peter Avalon       |                           |                    |
| Rey Fenix          |                           |                    |
| Rey Horus          |                           |                    |
| Roderick Strong    | Chris Lindsey             |                    |
| Titus Alexander    |                           |                    |

## Battle of Los Angeles
La Battle of Los Angeles (BOLA) è un torneo annuale ad eliminazione diretta, il cui vincitore guadagna l'opportunità di un incontro valido per il PWG World Championship. Tale torneo è riconosciuto per la partecipazione di molte star del panorama internazionale, oltre che godere di un Albo d'oro che conta alcuni degli atleti di maggior successo del wrestling moderno. 

### Lista dei vincitori
| Vincitore      | Data              | Luogo       | Finalista/i                    |
| -------------- | ----------------- | ----------- | ------------------------------ |
| Chris Bosh     | 4 settembre 2005  | Los Angeles | AJ Styles                      |
| Davey Richards | 3 settembre 2006  | Reseda      | CIMA                           |
| CIMA           | 2 settembre 2007  | Burbank     | El Generico Roderick Strong    |
| Low Ki         | 2 novembre 2008   | Burbank     | Chris Hero                     |
| Kenny Omega    | 21 novembre 2009  | Reseda      | Roderick Strong                |
| Joey Ryan      | 5 settembre 2010  | Reseda      | Chris Hero                     |
| El Generico    | 20 agosto 2011    | Reseda      | Kevin Steen                    |
| Adam Cole      | 2 settembre 2012  | Reseda      | Michael Elgin                  |
| Kyle O'Reilly  | 31 agosto 2013    | Reseda      | Michael Elgin                  |
| Ricochet       | 31 agosto 2014    | Reseda      | Johnny Gargano Roderick Strong |
| Zack Sabre Jr. | 30 agosto 2015    | Reseda      | Chris Hero Mike Bailey         |
| Marty Scurll   | 4 settembre 2016  | Reseda      | Will Ospreay Trevor Lee        |
| Ricochet       | 3 settembre 2017  | Reseda      | Keith Lee Jeff Cobb            |
| Jeff Cobb      | 16 settembre 2018 | Los Angeles | Bandido Shingo Takagi          |
| Bandido        | 22 settembre 2019 | Los Angeles | David Starr Jonathan Gresham   |
| Daniel Garcia  | 30 gennaio 2022   | Los Angeles | Mike Bailey                    |
| Mike Bailey    | 8 gennaio 2023    | Los Angeles | Konosuke Takeshita             |